# 費茲吉邦區 (昆士蘭州)
費茲吉邦是個位於市中心之北、轄境極小的市轄區。

## 外部連結
- University of Queensland: Queensland Places: Fitzgibbon （页面存档备份，存于）